# Бакинский, Сергей Сергеевич
Сергей Сергеевич Бакинский (имя при рождении — Людвиг Маркович Бернгейм; 1886, Рига, Лифляндская губерния, Российская империя — 1939, Москва) — советский партийный деятель, первый народный секретарь по межнациональным делам УССР.

## Биография
Родился в 1886 году в Риге, Лифляндская губерния, в семье коммерсанта средней руки. 
В 1904 году, закончив третью Казанскую гимназию, С. С. Бакинский поступил в Казанский университет, откуда, в связи с участием в студенческой забастовке, был исключён по распоряжению министерства внутренних дел в 1907 году. В 1904 году вступил в РСДРП, партийные клички — «Купец», «Аркадий», «Сергей». В 1906—1907 годах член, затем секретарь Казанского партийного губернского комитета. 
В июле 1907 года С. С. Бакинский осуждён на 2 года с правом уехать на тот же срок за границу. Выехал за рубеж Российской империи и работал в редакции газеты «Пролетарий». В 1908 году нелегально вернулся в Россию и работал в Санкт-Петербурге, Баку и Казани. 
В начале 1910 года легализовался в Казани, но вскоре из-за полицейского преследования вынужден был снова уехать. В дальнейшем (за исключением непродолжительного пребывания в Баку весной 1911 года) жил в Санкт-Петербурге; в 1912—1914 годах был студентом Петербургского университета. 
С первых дней издания газеты «Правда» С. С. Бакинский стал работать в её редакции (1912—1914) в Петербурге. В этот период был три раза арестован; после последнего ареста при разгроме «Трудовой Правды» 8 июля 1914 года, был выслан в Казань. В Казани в 1915 году окончил университет по юридическому факультету. В том же году уехал в Москву, поступил в инженерно-строительную дружину Земгор. 
В 1915—1916 годах С. С. Бакинский был на западном и кавказском фронтах Первой мировой войны. В конце 1916 года направлен в Харбин; после Февральской революции принял участие в создании газеты Харбинского совета рабочих и солдатских депутатов «Голос Труда» и в руководстве большевистской газеты, выходившей на станции Маньчжурия под названиями «Маньчжурия», позже — «Рабочее Знамя». 
В июле 1917 года С. С. Бакинский выехал из Харбина; по возвращении в Петербург направлен РСДРП(б) в агитационный объезд в Нижний Новгород, Казань и другие города. В сентябре 1917 года поселился в Киеве, где принял участие в подготовке Октябрьского революции. 28 октября был арестован юнкерами и казаками, вместе с членами избранного накануне ревкома.
В ноябре 1917 года, во время разговора И. В. Сталина по прямому проводу с Н. В. Поршем, С. С. Бакинский высказался о том, что Москва не должна доверять Центральной раде, так как последняя не хочет передавать власть на местах советам рабочих и крестьянских депутатов, отрицал легитимность органов, избранных в Украине (в том числе Центральной рады).
В декабре 1917 года на первом Всеукраинском съезде Советов в Харькове, где была провозглашена Украинская Советская Республика, С. С. Бакинский избран в ВУЦИК и вошёл в состав правительства народным секретарем по национальным делам, затем исполнял обязанности народного секретаря путей сообщения, а в марте 1918 года назначен начальником военных сообщений Украинского фронта.
После занятия Украины немцами С. С. Бакинский назначен начальником связи Восточного фронта и работал в распоряжении главнокомaндующего И. И. Вацетисa и членом верховной комиссии телеграфной связи («Веркомтель») в начале 1919 года, когда назначен в Реввоенсовет Каспийско-Кавказского фронта по Главпостачпродарму. 
С мая 1919 по июнь 1920 года управлял транспортным управлением Наркомпрода на правах члена коллегии. Затем работал в оргбюро по созыву первого Съезда народов Востока в Баку, был председателем Дорпрофсожа Азербайджанской железной дороги. С весны 1921 по 1924 год работал на железнодорожном транспорте (Урал, Кавказ, Украина).
В 1925 году был торгпредом СССР в Латвии; с 1926 до лета 1927 года — членом Главконцескома, затем старшим директором в управлении зарубежных операций Наркомторга СССР. С лета 1929 года работал директором в Госбанке, инспектором отделения Госбанка. 
С. С. Бакинский репрессирован в 1939 году в Москве.